# Zajezierze (rejon wilejski)
Zajezierze (biał. Заазер'е; ros. Заозерье) – wieś na Białorusi, w obwodzie mińskim, w rejonie wilejskim, w sielsowiecie Lubań.
Dawniej używana nazwa – Zazierze.

## Historia
W czasach zaborów wieś w powiecie wilejskim, w guberni wileńskiej Imperium Rosyjskiego.
W latach 1921–1945 wieś leżała w Polsce, w województwie wileńskim, w powiecie wilejskim, w gminie Iża, od 1 kwietnia 1932 w gminie Kurzeniec.
Według Powszechnego Spisu Ludności z 1921 roku zamieszkiwało tu 148 osób, wszystkie były wyznania prawosławnego i zadeklarowały białoruską przynależność narodową. Było tu 26 budynków mieszkalnych. W 1931 w 34 domach zamieszkiwało 199.
Wierni należeli do parafii prawosławnej w Uźle Wielkiej. Miejscowość podlegała pod Sąd Grodzki w Wilejce i Okręgowy w Wilnie; właściwy urząd pocztowy mieścił się w Iży.
W wyniku napaści ZSRR na Polskę we wrześniu 1939 miejscowość znalazła się pod okupacją sowiecką. 2 listopada została włączona do Białoruskiej SRR. Od czerwca 1941 roku pod okupacją niemiecką. W 1944 miejscowość została ponownie zajęta przez wojska sowieckie i włączona do Białoruskiej SRR.
Od 1991 w składzie niepodległej Białorusi.